# 多神論

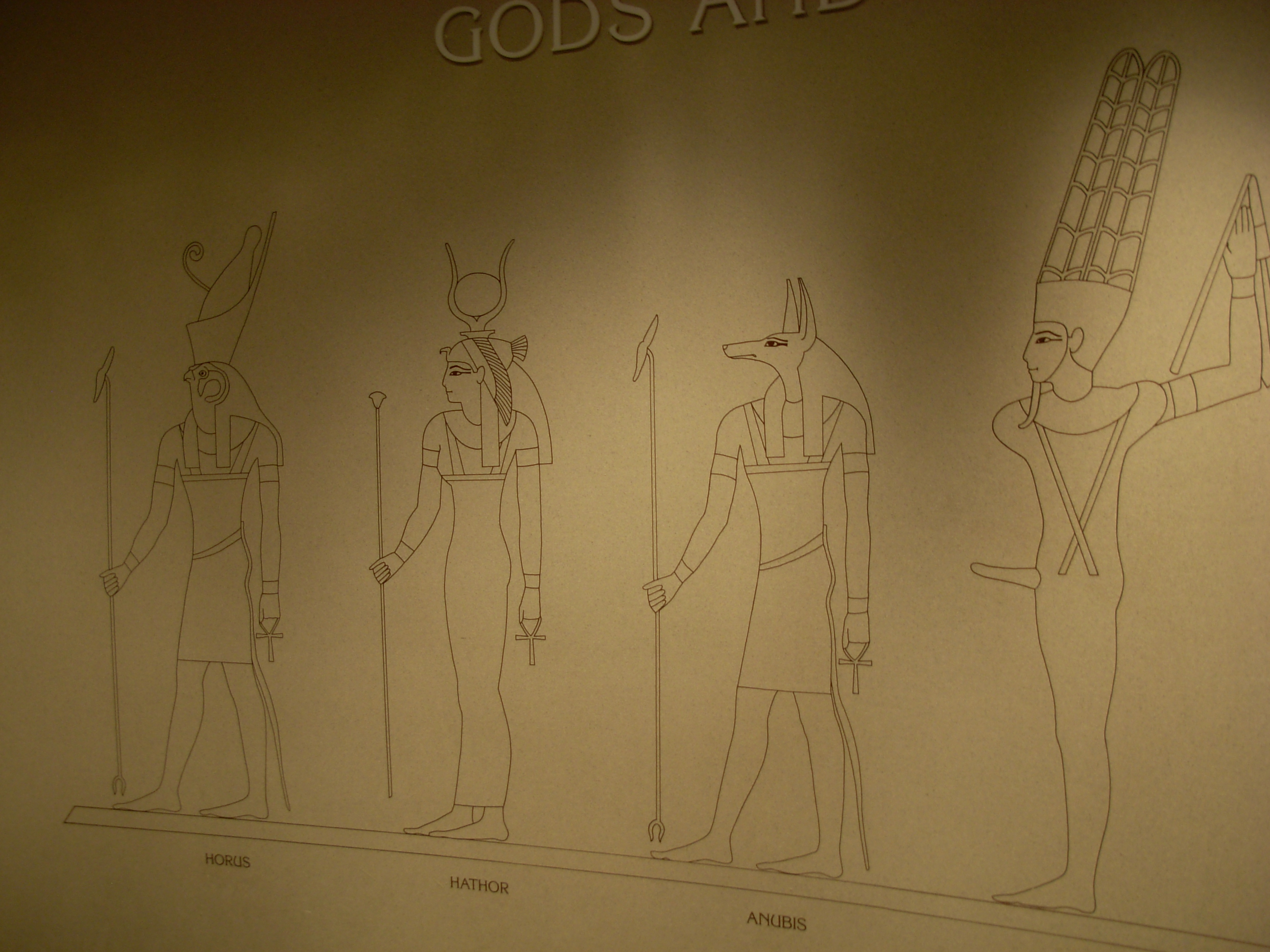
卡內基自然歷史博物館中的埃及神

多神論或多神教，相对于一神論或一神教而言，指崇拜或信仰许多神的信仰體系或者宗教教條。典型代表为古希臘宗教和古埃及宗教。現存主要宗教中，中国民间信仰、道教、日本神道、非洲伏都教和新兴威卡教都被认为是多神論的宗教。跟一神論不同，多神論是描述某種信仰體系的內容特徵，即該信仰體系中有多於一個的神；而一神論則是對某一宗教信仰的教條特徵的描述，即要求信仰唯一真神、并視為宗教義務。
值得一提的是，印度教并不是一个多神论的宗教，而是属于介于一神教和多神教之间的单一主神教。历史上太平天国的拜上帝会不是一神教而是属于一帝论多神教，在拜上帝会的信仰中，独一的唯一神变成了包括天父、天妈、天兄、天嫂等在内的神团，拜上帝会宣传皇上帝的核心子女包括，耶苏（长子）、洪秀全（次子）、杨秀清（三子一说四子）、冯云山（四子一说三子）、韦昌辉（五子）、石达开（六子）、洪宣娇一说杨宣娇（女儿）萧朝贵一说是天父的五子同时是‘帝婿’（上帝女婿），不同的文献天父之子的排序不一样，有历史学家认为，萧朝贵、韦昌辉、石达开天父之子的身份和排序是后人的附会。拜上帝会不同意主流基督教关于“三位一体”的观点，而是信奉三位三体
有些人認為佛教也不是多神論的宗教，因为佛教中，佛、菩薩、阿羅漢等都不是神，只是已經証悟的聖者。神包括了天人、仙人、八部鬼神等具有特殊能力者，但神只是「眾生」，且有期限，期滿之後還要重新輪迴；然而宗教学则认为佛教属于多神教。
对三位一体解读不同，形成不同的观点，不承认三位一体论的伊斯兰教，认为基督教是“隐性的多神论”伊斯兰教认为耶稣是最伟大的先知之一，由圣母马利亚以处女之身所生，耶稣行各种神迹，没有经历死亡就升至天堂。尽管伊斯兰教不承认基督教是一神教，但在伊斯兰教的理论中，基督教比其他多神教地位高，基督徒被称为有经者。基督教虽然有三位一體之说，但是因為強調基督徒對於上帝本身的獨一性信仰，宗教学上还是属于一神論的宗教。
多神論信仰的信徒相信有许多位神（灵）的存在，尽管可能在一定时间内或某种场合只会拜一位神。
多神論信仰體系常見於青銅時代及鐵器時代，到軸心時代才逐漸有更加教條化、哲學化的一神論、泛神論或無神論興起。歐洲古典時代遺留有眾多有關當時多神論信仰和宗教崇拜的記錄，包括古希臘宗教、古羅馬宗教等；在基督教興起并統治歐洲后，這些多神論的記錄被东方地區的东羅馬帝國、埃及和阿拉伯國家保留了下來。中國先秦時代典籍也保留了一些關於上古民族多神崇拜的記錄。

## 多神論的神

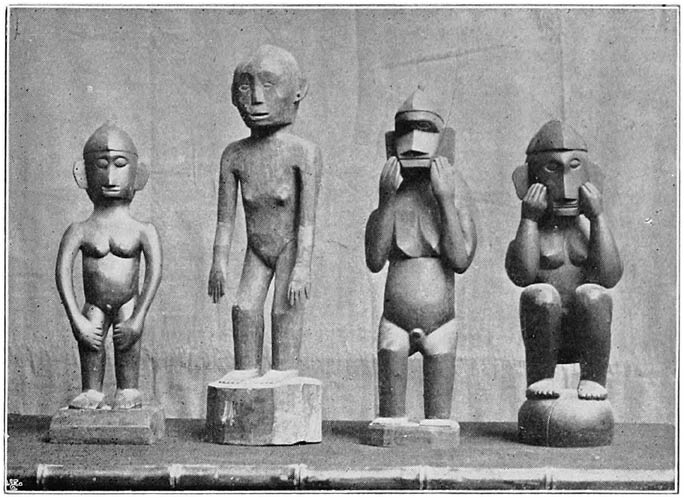
在菲律宾伊富高省的民間信仰中，布魯爾雕像是稻米神的化身

多神論的神一般會有地位的高低之分，每個神有其特殊的技能、需求及慾望。其人格特質上很類似人類，也有喜怒哀樂，但有比人強大的能力、權力或知識。多神論的信仰一般和民間信仰中的泛靈論有些關係。

## 神的種類
多神論的神一般可以分為以下幾種：
- 創造神
- 文化英雄
- 死神（克托尼俄斯）
- 生命-死亡-復活的神（英语：Life-death-rebirth deity）
- 愛神列表（英语：List of love and lust deities）
- 地母神
- 國王或皇帝的神化
- 天神
- 太阳神
- 捣蛋鬼
- 水神
- 月神
- 音樂、藝術、科學、農業的神

## 多神教歷史
歷史上一些著名的多神教的神包括蘇美爾人的神、埃及的神、古希臘宗教和古羅馬宗教的萬神殿。
大部份古代信仰認為神影響人的生活，但古希臘哲學家伊壁鳩魯認為眾神有自己的生活，不會因凡人的事務而影響自己，但人在睡眠中能感知心靈。伊壁鳩魯認為眾神和人一樣，其實都是物質，且在世間空白的位置中居住。
古希臘的宗教可以被視為多神教，但具有強的一神論成份。

### 新石器時代
- 塞雷爾宗教（英语：Serer religion）[4]

### 青銅器時代至古典時代
- 古代近東宗教（英语：Religions of the ancient Near East）
  - 古埃及宗教
  - 古猶太人宗教（英语：Ancient Semitic religion）
- 古吠陀宗教（英语：Historical Vedic religion）
- 古希臘宗教
- 古羅馬宗教
- 凱爾特人多神教（英语：Celtic polytheism）

### 古典時代晚期至中世紀中期
- 日耳曼多神教
- 斯拉夫異教
- 波羅的海異教（英语：Baltic paganism）
- 芬蘭異教（英语：Finnish paganism）

### 古希臘
在古希臘的奧林匹斯十二主神分別為：宙斯，赫拉，波塞冬，雅典娜，阿瑞斯，得墨忒耳，阿波羅，阿耳忒彌斯，赫淮斯托斯，阿佛洛狄忒，赫耳墨斯和赫斯提亞。赫斯提亞下台後狄俄尼索斯被邀請到奧林匹斯山，這是一個有爭議的問題。羅伯特格雷夫斯的「希臘神話」建議赫斯提亞交出她的座位，但他援引的兩個來源顯然不建議赫斯提亞這樣做。哈迪斯會因為他住在陰間而不包括在奧林匹斯十二主神內。所有的神都有一種能力。

## 民間信仰
現今所謂的民間信仰（不是指傳統的民族宗教）主要是在亚太地区。此一事實反映了有許多多神教都是出現在西方世界以外的事實
民間信仰和泛靈論有密切關係。在古代文化或是現在的文化中，都還是有泛靈論的信仰。若是在一神論的社會中，會將民間信仰視為是迷信。民間信仰可能沒有有組織的圣职者，也沒有正式的宗教經典。民間信仰也可能和其他的宗教信仰一起出現。西方世界是以亞伯拉罕諸教為主，是一神論的宗教，不接受同時信奉多個宗教，但在民間信仰中，可能會有同時信奉多個民間信仰神明的情形。

## 現在的多神宗教
- 佛教
- 中国民间信仰
- 道教
- 神道
- 伏都教
- 威卡教

### 新異教主義
新異教主義（Neopaganism）也稱為是現代異教主義（modern paganism）或當代異教主義（contemporary paganism），是當代的宗教運動，受到古代歐洲異教信仰的影響，或是聲稱源自歐洲異教信仰。新異教主義之間有其共同點，但各信仰差異很大，也沒有共同的信仰，宗教禮儀以及宗教經典。
英格蘭神秘学家迪翁·福春是軟多神論（soft polytheism）的支持者。她在小說《The Sea Priestess》中寫到："All gods are one god, and all goddesses are one goddess, and there is one initiator."。

### 書目
- Adler, Margot.  Revised. London: Penguin. 2006 [1979]. ISBN 978-0-14-303819-1.
- Lewis, James R. . London and New York: Oxford University Press. 2004. ISBN 978-0-19-514986-9.
- Hanegraaff, Wouter J. . Leiden: Brill. 1996. ISBN 978-90-04-10696-3.
- Carpenter, Dennis D. . Lewis, James R.  (编). . Albany: State University of New York Press. 1996. ISBN 978-0-7914-2890-0.